# DDR-Oberliga 1983/84 (Badminton)
Die DDR-Oberliga im Badminton war in der Saison 1983/84 die höchste Mannschaftsspielklasse der in der DDR Federball genannten Sportart. Es war die 25. Austragung dieser Mannschaftsmeisterschaft.

## Endstand
| Platz | Mannschaft |
| ----- | --- |
| 1.    | Einheit Greifswald (Erfried Michalowsky, Edgar Michalowski, Norbert Michalowsky, Thomas Mundt, Klaus Müller, Frank Brandenburg, Uwe Kämmer, Mike Joseph, Petra Michalowsky, Birgit Kämmer, Kerstin Bohn) |
| 2.    | HSG Lok HfV Dresden (Andreas Benz, Steffen Körbitz, Hans Sossna, Joachim Völker, Claus Cassens, Dieter Krompaß, Sven Hauswald, Monika Cassens, Birgit Harder, Monika Geier)                              |
| 3.    | Fortschritt Tröbitz (Frank-Thomas Seyfarth, Jens Scheithauer, Joachim Schimpke, Thomas Dittrich, Klaus Skobowsky, Harald Richter, Jörg Deutschmann, Petra Schubert, Andrea Pohling)                      |
| 4.    | Robur Zittau (Steffen Walther, Ullrich Rutsatz, Holger Wippich, Frank Böhme, Anke Gebauer, Gundel Walther, Roswitha Trabs)                                                                               |